# Norris Bradbury
Norris Edwin Bradbury (Santa Barbara (Californie), 30 mai 1909 – Los Alamos (Nouveau-Mexique), 20 août 1997) est un physicien américain. Il fut directeur du laboratoire national de  Los Alamos durant 25 ans de 1945 à 1970. Il succéda à Robert Oppenheimer qui l'avait choisi pour ce poste après avoir travaillé en collaboration étroite lors du projet Manhattan,. Pendant la guerre, il était chargé de l'assemblage final de la bombe Gadget testée en juillet 1945 lors de l'essai essai atomique Trinity. Il a supervisé le laboratoire durant la transition entre la Seconde Guerre mondiale à la guerre froide. Le Musée des sciences Bradbury a été nommé en son honneur.